# موسى توريه
موسى توريه (بالإنجليزية: Moussa Toure)‏ مواليد 19 يونيو 1985 في مونروفيا، هو لاعب كرة قدم ليبيري. يلعب كلاعب وسط.